# Enallopsammia rostrata
Espèce
Statut CITES
Enallopsammia rostrata est une espèce de coraux appartenant à la famille des Dendrophylliidae.